# Austrosynapha reducta
Austrosynapha reducta är en tvåvingeart som beskrevs av Freeman 1951. Austrosynapha reducta ingår i släktet Austrosynapha och familjen svampmyggor. Inga underarter finns listade i Catalogue of Life.